# Metgud, Mudhol
Metgud là một làng thuộc tehsil Mudhol, huyện Bagalkot, bang Karnataka, Ấn Độ.